# Nikias Arndt
Nikias Arndt (født 18. november 1991) er en professionel cykelrytter fra Tyskland, der er på kontrakt hos Bahrain Victorious.
Ved Giro d'Italia 2016 vandt han 21. etape. Den anden etapesejr i en Grand Tour kom på 8. etape af Vuelta a España 2019.